# 시칠리아 피자

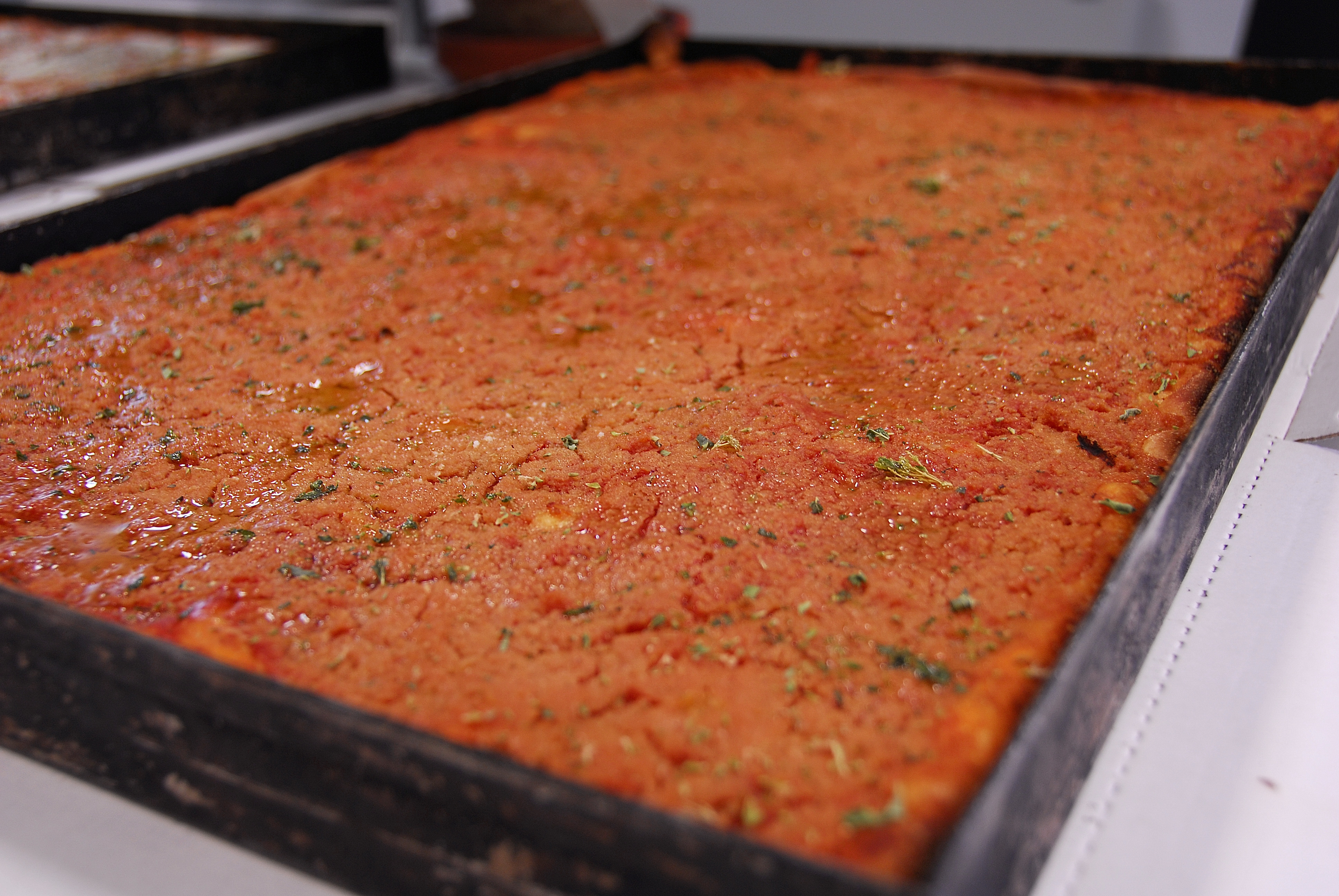
전형적인 팔레르모 스핀치오네

시칠리아 피자(이탈리아어: pizza siciliana)는 이탈리아 시칠리아 지역에서 유래한 피자의 한 종류이다. 19세기 중반까지 서부 시칠리아에서 인기 있는 음식이 되었고, 1860년대까지 시칠리아에서 주로 소비되던 피자 종류였다. 이는 결국 더 두꺼운 도우와 직사각형 모양으로 변형된 형태로 북미에 전해졌다.
전통적인 시칠리아 피자는 종종 두꺼운 도우와 직사각형 모양이지만, 둥글고 나폴리 피자와 유사할 수도 있다. 종종 토마토, 허브, 양파, 정어리와 카초카발로 및 토마와 같은 진한 치즈를 토핑한다. 다른 버전에는 치즈가 포함되지 않는다.
시칠리아의 피자 제조 방식은 지역 문화 및 시골 전통과 관련이 있으며, 따라서 팔레르모, 시라쿠사, 메시나 및 카타니아 광역시의 각 주마다 피자 준비에 차이가 있다.

## 이탈리아 품종

### 팔레르모
스핀치오네(시칠리아어로 sfinciuni)는 팔레르모도에서 유래한 매우 흔한 피자 종류이다. 나폴리 피자와 달리 일반적으로 직사각형이며, 더 많은 도우, 소스, 치즈가 들어간다. 정통 레시피에는 종종 허브, 양파, 토마토 소스, 진한 치즈, 정어리가 들어간다. 소스는 두꺼운 도우에 스며드는 것을 방지하기 위해 토핑 위에 놓이는 경우도 있다.

### 시라쿠사

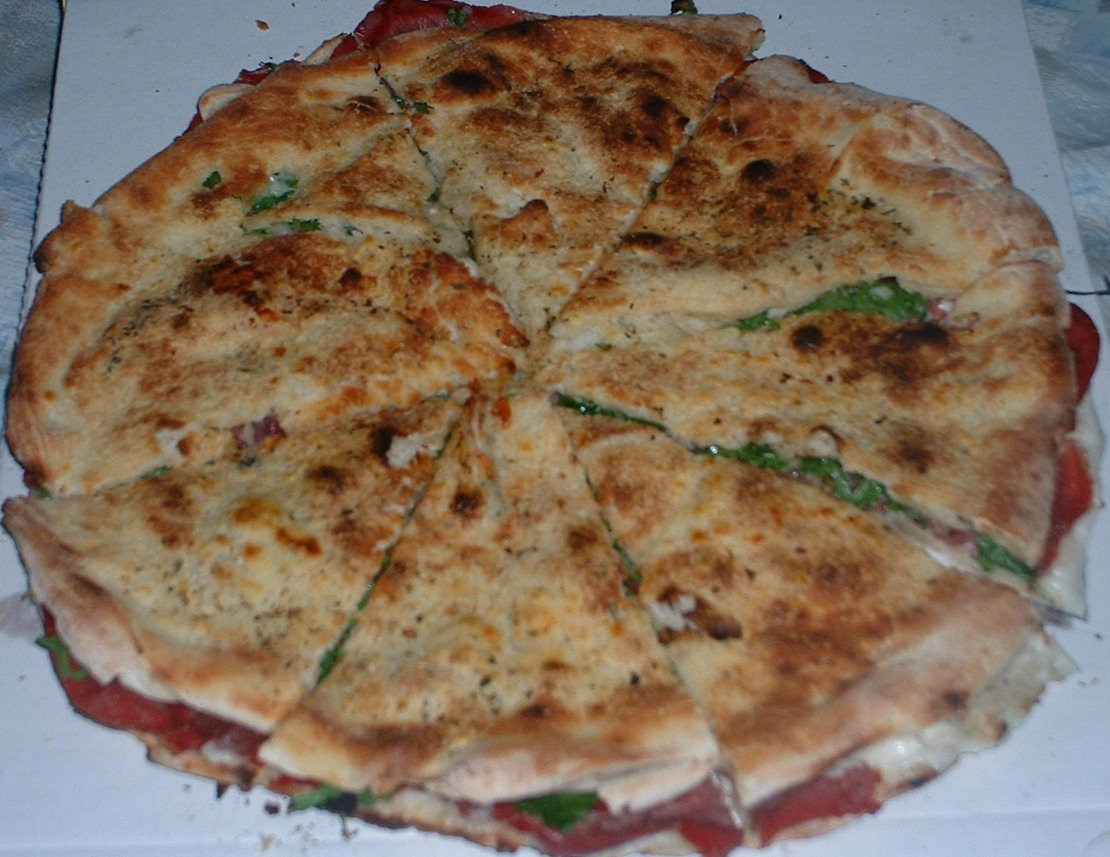
시라쿠사도의 피촐로

시라쿠사도 특히 솔라리노와 소르티노에서는 피촐로(pizzòlu 또는 pizzolo)가 둥글고 속을 채운 피자의 한 종류이다.

### 카타니아
카타니아 광역시에서는 전통적인 스카치아가 두 가지 방식으로 만들어진다. 첫 번째는 반죽으로 만든 층을 도시 내에서는 지역 치즈(토마)와 멸치로 덮거나, 카타니아 주변 지역에서는 감자, 소시지, 브로콜리, 토마토 소스로 덮는다. 두 경우 모두 계란을 바른 두 번째 반죽 층이 전체를 덮는다. 또한 카타니아 지역의 차페라나 에트네아와 비아그란데에서는 치즈와 멸치로 속을 채운 튀긴 칼초네가 전형적인 시칠리아 피자이다.

### 메시나
메시나도에서는 전통적인 피두니(piduni)는 꽃상추, 토마 치즈, 토마토, 멸치로 속을 채운 칼초네의 한 종류이다. 또한 토마토 소스, 토마 치즈, 채소, 멸치로 준비한 포카치아 알라 메시네세(focaccia alla messinese)도 있다.

## 이탈리아 외
미국에서 "시칠리아 피자"는 보통 사각형 모양으로, 도우가 1인치 이상 두껍고 바삭한 바닥과 공기가 많은 내부를 가진 치즈 피자를 묘사하는 데 사용된다. 이는 스핀치오네에서 유래했으며 최초의 이탈리아인(시칠리아인) 이민자들이 미국에 도입했다. 시칠리아 스타일 피자는 매사추세츠, 로드아일랜드, 코네티컷, 뉴욕, 뉴저지, 펜실베이니아, 미시간(이는 디트로이트 스타일 피자에 영향을 미쳤다)을 포함한 미국 북동부 전역의 이탈리아계 미국인 거주지에서 인기가 많다. 매사추세츠와 뉴햄프셔의 일부 해안 지역에서는 1A번 도로를 따라 흔히 볼 수 있어 "비치 피자"로도 알려져 있다.

## 같이 보기
위키미디어 공용에 시칠리아 피자 관련 미디어 분류가 있습니다.
- 시칠리아 요리
- 나폴리 피자
- 로마 피자
- 국가별 피자 종류 목록